# Hello, sister!
Hello, sister! è un film romantico del 1933, prodotto dalla Fox Film Corporation. È stato diretto da Erich von Stroheim, Raoul Walsh, Alfred L. Werker e Edwin J. Burke, sebbene nessuno di questi registi sia stato accreditato. Il film è una versione rieditata del film perduto di von Stroheim Scendendo lungo Broadway.
La storia racconta la relazione tra un ragazzo e una ragazza di provincia, sopraffatti dalla vastità e dalla crudezza di New York, ma il cui amore supera sia l'ambiente circostante che i tentativi dei loro amici di separarli. Viene inoltre approfondito il tema della solitudine e la pratica di "rimorchiare" gli sconosciuti per ovviare al problema. Hello, sister! si pensava anch'esso perduto, finché all'inizio degli anni '70 non ne venne ritrovata una copia.

## Trama
Mona incoraggia le sue due amiche Millie e Peggy, entrambe appena arrivate in città, ad accompagnarla a "scendere lungo Broadway" per incontrare uomini. Esse, così facendo, s'imbattono in due giovani con i quali fanno coppia, ma non con quelli che preferiscono. Millie, una donna semplice ed eccentrica a cui piace parlare di morte, getta subito gli occhi su Jimmy, un timido abitante del Midwest, ma Jimmy preferisce Peggy, una dolce e innocente ragazza del sud. Mac, newyorkese irritabile, sceglie Peggy come compagna e, così, Jimmy è costretto a stare con Millie, mentre il gruppo si dirige a Coney Island. Al parco divertimenti, Mac si dimostra villano e Peggy vuole tornare a casa, ma Millie la convince ad andare a ballare con loro. Sulla strada di casa vedono un cane investito da un'auto e Jimmy raccoglie l'animale ferito; Peggy si offre di aiutarlo a curarlo nel suo appartamento. Intanto Millie scivola e cade in una collettore di scarico, venendo salvata da Jimmy.
Di ritorno alla pensione, Peggy fa fare a Millie un bagno caldo e si unisce a Jimmy, Mac e Mona nell'appartamento di quest'ultima. Mac la corteggia, provocando la fuga di Peggy nella propria stanza. Jimmy le porta un tramezzino e, soli, si aprono l'uno con l'altro, condividendo la circostanza che nessuno dei due ha alcuna esperienza nel rimorchiare estranei. Peggy invita Jimmy a salire sul tetto attraverso un lucernario nella propria stanza, tetto dove continuano a parlare, infine baciandosi. Jimmy se ne va molto tardi la sera, molto innamorato. Mac lo vede andarsene e decide che Peggy sola è da prendere, così irrompe nella stanza di Peggy e cerca di violentarla, ma viene fermato da Mona, che ha sentito il trambusto dal suo appartamento al piano di sotto. Mona e Mac litigano fino alle scale.
Dopo tre mesi di frequentazione, Jimmy e Peggy decidono di affittare una casa a Long Island, nel caso che Jimmy riesca a ottenere un aumento. Peggy scopre di essere incinta e informa con esitazione Jimmy, che invece è felicissimo e afferma che devono sposarsi subito. Mac e Millie, gelosi della felicità della coppia, progettano, ciascuno per conto proprio, di separarli. Quando Jimmy arriva tardi all'ufficio delle licenze di matrimonio, sentendo la mancanza di Peggy, si dirige alla pensione, incontrando Mac lungo la strada. Quest'ultimo gli dice che era stato nella stanza di Peggy dopo che Jimmy se n'era andato quella notte e perciò Jimmy gli dà un pugno. Jimmy trova Millie nell'appartamento di Peggy e la interroga sulla fedeltà di Peggy. Millie dice a Jimmy che lei e Peggy passeggiano spesso in cerca di incontri. Jimmy colpisce anche Millie e esce, trovando Peggy agitata, in strada sotto la pioggia e senza ombrello. Jimmy la bombarda di accuse di infedeltà così Peggy, arrabbiata con lui per aver creduto a queste bugie, non dice una parola in propria difesa. Corre di nuovo nella sua stanza in lacrime e chiude a chiave la porta.
Addolorata nel vedere la sua amica in quello stato, Millie va a parlare con Jimmy, seguita da Mona e Mac. Proprio in quel momento la pensione va in fiamme. L'incendio è stato provocato dalla dinamite depositata nel seminterrato da un ubriaco; nessuno gli aveva creduto quando aveva detto loro cosa stava facendo. Rendendosi conto che Peggy è dentro e Jimmy deve salvarla, Millie ammette di avergli mentito per gelosia. Anche Mac ammette di aver mentito, così Jimmy lo prende di nuovo a pugni. Quindi Jimmy si precipita nell'edificio invaso dal fumo per salvare Peggy, ma non riesce ad aprire la porta. Sale sul tetto e salta attraverso il lucernario, trovando Peggy svenuta nel proprio letto. Jimmy la trascina sul tetto per farle respirare aria fresca e la aiuta a passare su un altro tetto, in attesa dei soccorritori. Lì, Jimmy ammette di essere stato consumato dalla gelosia quando pensava che lei vedesse altri uomini e dice che non avrebbe voluto continuare a vivere se le fosse successo qualcosa. Le chiede di perdonarlo e così si abbracciano.

## Cast
- James Dunn: Jimmy
- ZaSu Pitts: Millie
- Minna Gombell: Mona
- Boots Mallory: Peggy
- Terrance Ray: Mac

Non accreditati:
- Will Stanton: ubriaco
- Henry Kolker: Jamieson Brewster
- Walter Walker: Sedgwick
- Astrid Allwyn: segretaria di Webster
- Claude King: dottor A. Peterson
- Wade Boteler: passante nell'appartamento
- James Flavin: vigile del fuoco

## Produzione

### Sviluppo del film originale
La Fox Film Corporation assunse Erich von Stroheim per scrivere e dirigere un film dal titolo provvisorio di Walking Down Broadway. Il 2 settembre 1931, il dirigente della Fox Winfield Sheehan approvò il progetto a diverse condizioni. Una di queste era che von Stroheim, noto per aver girato film eccessivamente lunghi, si sarebbe limitato a girare 85.000 piedi di pellicola, o 95 minuti.
La sceneggiatura era basata sull'opera mai prodotta Walking Down Broadway di Dawn Powell. Secondo lo scrittore della Fox Leonard Spigelgass, che ha assistito von Stroheim per la sceneggiatura, il regista "era interessato principalmente alle nevrosi" dei personaggi del film, che erano stati trasformati da "semplici personaggi americani in personaggi molto più complicati, di orientamento viennese". Il produttore Sol M. Wurtzel esortò von Stroheim a realizzare il matrimonio tra i personaggi proprio all'inizio del film per renderli più "simpatici". La sceneggiatura finale delle riprese fu depositata il 9 agosto 1932, con il sottotitolo "Una storia irrilevante riguardante piccole persone lungo la Grande Via Bianca".

### Casting
ZaSu Pitts, la protagonista dei film muti di von Stroheim Rapacità (1924) e Sinfonia nuziale (1928), è stata scelta dal regista per interpretare la parte di Millie. Von Stroheim una volta definì Pitts "la più grande attrice psicopatologica del cinema americano"; in questo film la immaginava come il fulcro della storia, la "martire romantica". Von Stroheim originariamente voleva che George Raft interpretasse Mac; la parte venne, invece, ricoperta da Terrance Ray. Boots Mallory era da poco approdata al cinema e James Dunn era un attore a contratto della Fox che aveva fatto il suo debutto sullo schermo nel film Bad Girl del 1931. Il direttore della fotografia James Wong Howe ha affermato che von Stroheim ha maltrattato Mallory quando era troppo esausta per piangere al momento giusto. Von Stroheim ha fatto scorrere un filo di dodici piedi (3,7 m) lungo la gamba dei pantaloni di Dunn, legata ai suoi genitali, tirandolo ogni volta che voleva che l'attore mostrasse più emozione nelle sue scene.

### Le riprese
Von Stroheim completò le riprese di Scendendo lungo Broadway in quarantotto giorni, da agosto a ottobre 1932, con un budget di 300.000 dollari. I dirigenti della Fox furono soddisfatti della tempestività di von Stroheim e progettarono di assumerlo per dirigere un altro film. Al contrario, dopo aver visto il film, si opposero alle "ossessioni sessuali, alle nevrosi e ad altri aspetti cupi del film". Secondo White, il pubblico della proiezione era composto da "segretari dello studio" e i commenti hanno definito la pellicola "morbosa, spiacevole, strana e sgradevole". Wurtzel, che è stato coinvolto in una "lotta per il potere" in studio con Sheehan, ha spinto per rimontare e girare nuovamente il film. Spigelgass in seguito scrisse che Sheehan fu colui che licenziò von Stroheim dal progetto.

### Rimontaggio e nuove riprese
Per proteggere la reputazione dello studio, vennero inviate false notizie alle riviste specializzate del settore, le quali incolpavano la propensione di von Stroheim a girare film troppo lunghi. Un articolo del novembre 1932 su Variety riportò:
[Fox] ha deciso di rifare circa il 50% del film. … la storia impossibile e l'errore di scegliere ZaSu Pitts e Boots Mallory sono le cause. … James Dunn e Terrance Ray, altri due membri del cast, hanno fornito pessime prestazioni, imputando tale risultato alla regia e non alla propria abilità.
Lo scrittore Edwin J. Burke, reduce dalla vittoria di un Oscar alla miglior sceneggiatura non originale per il film Bad Girl della Fox, fu chiamato a scrivere nuove scene e anche a dirigere alcune riprese, così come i registi Alfred L. Werker e Raoul Walsh. Wurtzel si assunse la responsabilità delle nuove riprese, che si protrassero da febbraio a marzo 1933 e costarono 62.000 dollari. Il film è stato ribattezzato Hello, Sister! e pubblicato senza credito per la regia. Von Stroheim non ha avuto voce in capitolo nel rimontaggio del film. Dopo questa esperienza, lasciò la regia per dedicarsi alla recitazione.
Mentre un articolo del New York Times menziona Alan Crosland come altro regista coinvolto nelle riprese, l'American film institute non ha mai trovato conferme del fatto.

### Confronto tra le due versioni
Il montaggio finale, di 61 minuti di durata, somigliava poco all'originale nel tono e nella caratterizzazione. I film differiscono nell'enfasi in molti punti, in particolare nei personaggi di Mac e Millie. Secondo il catalogo AFI dei lungometraggi, Mac è ancora più volgare in Scendendo lungo Broadway, mentre Millie gioca un ruolo tematicamente più importante. Hello, sister! ha cambiato la caratterizzazione originale di "Millie che accarezza le tartarughe, fa amicizia con un gobbo, ama il sangue e i sottaceti" in una presenza comica, fin dall'inizio del racconto.
La differenza più evidente tra i film è il loro finale. Nell'originale, l'incendio dell'appartamento è causato da Millie che cerca di uccidersi aprendo il gas nel forno. L'azione si sposta poi sul suo letto d'ospedale, dove incoraggia Jimmy e Peggy a riunirsi e poi "soccombe a una morte agonizzante e terrificante". Nel film riprodotto, l'incendio dell'appartamento è causato dalla dinamite che è stata immagazzinata nel seminterrato da un ubriaco, che funge anche da comico.

Attraverso l'analisi delle foto di produzione di Scendendo lungo Broadway, lo storico del cinema William K. Everson ha stimato che circa il 60% di Hello, Sister! proviene dal filmato di von Stroheim, mentre il biografo di von Stroheim, Richard Koszarski, afferma che il 75% del montaggio finale contiene lavoro di von Stroheim. Sulla base della nuova sceneggiatura datata 6 febbraio 1933, l'American Film Institute ha stabilito che le seguenti scene sono state girate da von Stroheim:
alcune riprese della “passeggiata lungo Broadway”; Il dialogo di Millie con Jimmy mentre parlano della sua passione per i funerali; Jimmy trova il cane ferito; Millie cade nelle fogne e Jimmy la salva; riprese nel corridoio mentre Jimmy va all'appartamento di Peggy; Jimmy e Peggy si arrampicano per guardare fuori dal lucernario del suo appartamento (tuttavia la maggior parte della scena dell'appartamento è nuova); Il tentato stupro di Peggy da parte di Mac e il suo successivo litigio con Mona; la conversazione di Jimmy con il suo capo in banca; le scene dell'ufficio licenze matrimoniali; la discussione tra Jimmy e Peggy sotto la pioggia; Il ritorno di Peggy all'appartamento; la rissa in strada; l'esplosione e gran parte della sequenza dell'incendio.
Commentando lo sconvolgimento da parte dello studio dell'intento originale di von Stroheim, gli storici del cinema hanno definito Hello, Sister! come "una mediocrità non accreditata", un film "mutilato, confuso e parzialmente girato" e "un artefatto bastardo".

## Pubblicazione
Hello, sister! venne pubblicato il 14 aprile 1933. Fu commercializzato in Inghilterra con il titolo Clipped Wings. Il film è stato un flop al botteghino.

## Ricezione
Colin Patrick di The Indianapolis Star ha scritto che i personaggi, l'ambientazione e la presenza di Dunn nel film sono tutti elementi assimilabili a Bad Girl (1931), che lanciò la carriera cinematografica di Dunn, "ma Hello, Sister! non ha la sincerità semplice e umana di quella bella commedia". Ha anche spiegato: "Quando devono sceneggiare un'esplosione causandola con un ubriaco abituale con la mania di raccogliere dinamite per arrivare al climax, puoi star certo che gli sceneggiatori sono a corto di idee". Gilbert Kanour del The Baltimore Sun ha scritto: "Una mezza dozzina di attori fanno del loro meglio per rendere 'Hello Sister!' qualcosa di diverso da un noioso tormento, ma il compito è troppo gravoso per loro". Mollie Merrick ha ritenuto che il film avrebbe dovuto vincere il premio "il peggior film dell'anno", scrivendo: "È costato molto; è stato completamente rifatto, ha lanciato una nuova star che è tutto fuorché materiale da star ed era solo una noia colossale". The Film Daily ha osservato che il film è "solo per adulti. La sua storia è banale e notevolmente fuori colore, con dialoghi che a volte non possono essere descritti come sensati". Harold R. Cohen del Pittsburgh Post-Gazette non si prese nemmeno la briga di recensire il film alla sua uscita nel 1933; riferendosi al costo combinato della versione originale e di quella rieditata, lo ha riassunto come "375.000 dollari di pura spazzatura cinematografica". 

Alcune recensioni contemporanee hanno apprezzato gli elementi romantici del film. L'Hartford Courant ha scritto:
Hello, Sister! è un tipico film di James Dunn, pieno di dolcezza, leggerezza e romanticismo giovanile. …James Dunn offre la sua solita interpretazione accattivante e la signorina Mallory è deliziosa. ZaSu Pitts gestisce con competenza il lieto fine della commedia e Terrance Ray è il cattivo più sgradevole che si possa concepire. Minna Gombell è eccellente nel ruolo della ragazza la cui morale non è a prova di bomba.
The Kansas City Star attribuisce a Mallory, Dunn e Pitts il merito di aver elevato il film al di sopra della sua trama dimenticabile, scrivendo:
Perché il vero intrattenimento viene dalla bellezza e dal fascino di Boots Mallory (che salva il film), dal sempre gradito ritratto dipinto da Jimmy Dunn di un giovane serio e onesto in città, dalla recitazione di Zasu Pitts e dal trattamento tenero e comprensivo del problema che colpisce le ragazze che vogliono essere brave, ma non vogliono sentirsi sole.
 Il Daily News ha puntato il dito sull'insolita sostituzione nel film del triangolo amoroso con un "rettangolo": "due uomini vogliono la stessa ragazza e due ragazze vogliono lo stesso uomo". L'Akron Beacon Journal ha scritto che il film è "rivolto al pubblico femminile e la storia d'amore è spesso sdrammatizzata dalle risate".

## Riscoperta
Hello, sister! si pensava perduto, finché lo storico del cinema Everson non ne scoprì una copia all'inizio degli anni '70. Hello, sister! è stato trasmesso per la serie Fox Before the Code, nel dicembre 2006.
Ha avuto due proiezioni nell'ambito della retrospettiva A View From the Vaults 2023: A Fox Dozen dedicata alla Fox dal MoMA nel 2023